# Mirko Rokyta
Mirko Rokyta (14. dubna 1962 Vsetín) je český matematik, specializující se na matematickou analýzu. 

## Akademická kariéra
Roku 1985 vystudoval Matematicko-fyzikální fakultu Univerzity Karlovy a získal titul RNDr. Doktorát (titul CSc.) získal tamtéž roku 1992 a roku 2000 se  na této fakultě stal docentem. V letech 2012-2020 byl proděkanem pro matematiku a roku 2020 byl zvolen děkanem MFF UK.

## Osobní záliby
Je členem folkové skupiny Asonance, kde hraje na klávesy.
Spolu s baskytaristou skupiny Asonance Lubošem Pickem rovněž hraje v hudebním uskupení Humbuk žánr, který označují jako „heavy mental country“.